# Elusa
Elusa, także: Haluza (hebr. חלוצה, Chaluca; arab. الخلصة, Al-Chalasa) – starożytne miasto nabatejskie położone na pustyni Negew w Izraelu, ok. 20 km na południowy zachód od współczesnej Beer Szewy.
Ruiny miasta zostały odkryte w 1838 roku przez Edwarda Robinsona, ponownie zwiedził je na przełomie XIX i XX wieku Alois Musil. Prace wykopaliskowe rozpoczęła w 1938 roku anglo-amerykańska misja archeologiczna pod kierownictwem H.D. Colta. W latach 70. i 80. XX stulecia wykopaliska w Elusie prowadził Awraham Negew.
Elusa rozwinęła się ze stacji handlowej położonej na szlaku z Petry do Gazy, dane archeologiczne świadczą, że istniała już w III wieku p.n.e. Jej teren ograniczony był przez dwie wadi, Nachal Besor i Nachal Atadim, z których systemem kanałów doprowadzano do miasta wodę. Rozkwit Elusy przypada na czasy nabatejskie i okres rządów rzymskich. W trakcie prac archeologicznych odsłonięto ruiny teatru i ufortyfikowanego pałacu. Obronę miastu zapewniała biegnąca frontem do dolin linia wież strażniczych. W okresie tym Elusa stanowiła ośrodek kultu bogini Wenus, który utrzymał się jeszcze w jakiś czas po wprowadzeniu chrześcijaństwa.
W V wieku w mieście istniała już silna gmina chrześcijańska. Tutejsi biskupi uczestniczyli w soborach w Efezie (431) i Chalcedonie (451). W czasach bizantyjskich Eleusa stanowiła centrum handlowo-administracyjne, wymieniane w źródłach jako stolica dystryktu. Została umieszczona na Tabula Peutingeriana i Mapie z Madaby. Z okresu tego pochodzą pozostałości wzniesionego ok. 350 roku na fundamentach dawnej nabatejskiej świątyni kościoła z otoczonym kolumnadą atrium.
Miasto funkcjonowało jeszcze jakiś czas po podboju arabskim, ostatecznie zostało opuszczone ok. 800 roku.
W 2005 izraelski fragment szlaku kadzidlanego, wraz z położonymi na nim nabatejskimi miastami: Elusa, Sobota, Oboda i Mampsis, został wpisany przez UNESCO na listę światowego dziedzictwa kulturowego i przyrodniczego ludzkości.